# マーク・テレア
マーク・テレア（Mark Tele'a、1996年12月6日 - ）は、ニュージーランド出身のラグビーユニオン選手。ジャパンラグビーリーグワンのトヨタヴェルブリッツに所属している。

## 略歴
ニュージーランド・オークランド生まれ。父は南アフリカ共和国ヨハネスブルグ出身、母はサモア出身。
高校卒業後すぐに、マイター10カップ（現在のNPC、ニュージーランド州代表選手権）のノースハーバーに加入。2016年、カウンティーズ・マヌカウ戦で州代表デビューを果たした。
2020年、スーパーラグビーのブルーズと契約。NPCではタスマンに移籍した。
2022年、オールブラックス（ニュージーランド代表）のメンバーとして招集され、同年11月12日、スコットランド代表戦に先発出場し2トライを決めた。
2023年、ラグビーワールドカップ2023に出場するニュージーランド代表のメンバーにも選出された。ワールドカップ開幕戦のフランス戦で試合開始91秒でトライを決め、ワールドカップ開幕トライとしては最速記録となった。この年、ワールドラグビー男子15人制最優秀新人賞を受賞。 
2025年8月、ジャパンラグビーリーグワンのトヨタヴェルブリッツに加入。